# Vleugelmos
Vleugelmos (Nardia) is een geslacht uit de oortjesmosfamilie (Jungermanniaceae). Het is vernoemd naar de Italiaanse abt Stanislaus Nardius (* geboren als Vinzenzo Nardi) (circa 1676–1730), een van de sponsors van Pier Antonio Micheli's Genera Plantarum.

## Kenmerken
De planten hebben afgeronde flankbladeren. De laminacellen van de flankbladeren hebben driehoekige verdikkingen in de hoeken. Er zijn twee tot drie grote olielichamen per bladcel. De onderbladen zijn lancetvormig tot speervormig. De voet van de sporogon ligt verzonken in een uitsteeksel van het stengelweefsel, het zogenaamde perygynium.

## Soorten
Er zijn wereldwijd ongeveer zeventien soorten, waarvan vijf in Europa voorkomen:
- Nardia breidleri
- Nardia compressa
- Nardia geoscyphus (klein vleugelmos)
- Nardia insecta (gedeeld vleugelmos)
- Nardia scalaris (echt vleugelmos)